# Livoliella
Livoliella là một chi bọ cánh cứng trong họ Chrysomelidae.
Chi này được miêu tả khoa học năm 1997 bởi Medvedev.

## Các loài
Chi này gồm các loài:
- Livoliella luzonica Medvedev, 1997